# نوپسرها نیاسنیس
نوپسرها نیاسِّنیس یک گونه سوسک از خانوادهٔ سوسک‌های شاخک‌دراز است. پروفسور پر اولوف کریستوفر آوریویلیوس در سال ۱۹۱۴ این گونه را توصیف و بررسی کرد.

## انواع
- Nupserha nyassensis var. bioccipitalis Breuning, 1950
- Nupserha nyassensis var. tanganyicae Breuning, 1958
- Nupserha nyassensis var. compacta Breuning, 1949